# Kitana
Kitana é uma personagem fictícia da franquia de jogos de luta Mortal Kombat da Midway Games e NetherRealm Studios. Tendo sua primeira aparição em Mortal Kombat II (1993), ela é descrita como membro da realeza do reino fictício de Edenia. Sua principal arma é um par de leques de aço, que faz uso na maioria de seus ataques especiais.
A personagem é apresentada como filha do imperador de Outworld, Shao Kahn, até descobrir que seu verdadeiro pai foi assassinado por Shao Kahn quando ele conquistou Edenia. Posteriormente, Kitana se torna a heroína principal da série, unindo forças com os guerreiros do Plano Terreno enquanto luta para garantir a libertação de seu reino. Uma das lutadoras mais icônicas e populares da franquia, Kitana já apareceu em diversas mídias fora dos jogos. Ela recebeu uma recepção positiva por sua aparência, personalidade e desenvolvimento de personagem.

## Aparições

### Jogos deMortal Kombat
Kitana aparece pela primeira vez em Mortal Kombat II (1993) como membro da raça de Edenia da dimensão fictícia Outworld. Embora tenha milhares de anos de idade, ela aparenta ser uma mulher jovem. Durante a maior parte de sua vida, Kitana acreditou que era filha de Shao Kahn e da Rainha Sindel. Ela serviu como assassina pessoal de elite durante séculos, trabalhando ao lado de sua irmã Mileena e de sua melhor amiga Jade. Eventualmente, ela descobriu a verdade: Shao Kahn assassinou seu verdadeiro pai, o rei Jerrod, usurpou seu trono e reivindicou Sindel como sua esposa para governar Edenia. Ele colocou Kitana sob um feitiço para mantê-la fiel às suas ordens, e fez com que seu subordinado Shang Tsung criasse um clone desfigurado dela para ser uma herdeira reserva. Aquele clone, Mileena, iria espionar Kitana, matá-la e substituí-la caso se levantasse contra Shao Kahn. Percebendo que sua vida tinha sido uma mentira, Kitana se voltou contra Shao Kahn e começou a lutar ao lado dos campeões de Earthrealm para derrotar o imperador do mal e libertar seu reino natal de sua tirania. Neste ponto, Kitana começou a desenvolver um interesse romântico pelo campeão de Earthrealm, Liu Kang. Ela também passou a odiar Mileena por ser uma lembrança da mentira que ela viveu e de sua existência apenas para matá-la.
Durante os eventos de Mortal Kombat 3 (1995), Kitana é levada a julgamento por traição após matar Mileena. Antes que um veredicto e uma sentença pudessem ser alcançados, no entanto, Kitana escapou (como recontado nos lançamentos de atualização Ultimate Mortal Kombat 3 e Mortal Kombat Trilogy) e se juntou aos guerreiros de Earthrealm para libertar Sindel, que havia sido ressuscitada e usada por Shao Kahn para invadir a Terra. Depois de convencer Jade a se juntar a ela, Kitana localizou e libertou Sindel do controle mental de Shao Kahn. Kitana, Sindel e Jade libertaram Edenia de Outworld.
Entretanto, seu júbilo durou pouco, pois durante os eventos de Mortal Kombat Gold (1999), o caído Elder God Shinnok e seu grão-vizir Quan Chi escaparam da prisão em Netherrealm e invadiram Edenia. Traídas por Tanya, Kitana, Sindel e Jade são feitas prisioneiras, mas Kitana consegue escapar e se juntar a seus aliados do Plano Terreno e eventualmente derrotar as forças de Shinnok. Com Edenia libertada mais uma vez, Kitana pede Liu Kang em casamento, oferecendo-lhe a chance de governar Edenia ao seu lado como Rei e Rainha, mas ele relutantemente rejeita sua oferta, vendo seu verdadeiro dever como sendo o campeão da Terra. Após a derrota de Shinnok, Kitana captura Mileena, mas descobre que Shao Kahn sobreviveu à sua derrota em Earthrealm e estava recuperando poder. Sabendo que Kahn tentaria recuperar Edenia assim que estivesse forte o suficiente, ela forjou uma aliança com Goro, príncipe da raça Shokan de Outworld, contra as forças de Kahn.
Em Mortal Kombat: Deadly Alliance (2002), Kitana liderou um ataque preventivo contra as forças de Shao Kahn, apenas para descobrir que ele havia sido morto por assassinos desconhecidos. Acreditando que sua luta havia acabado, ela começou a jornada de volta para Edenia, mas encontrou Kung Lao, que a avisou que Quan Chi e Shang Tsung haviam formado uma aliança para matar Liu Kang e Shao Kahn antes de tentar reviver Onaga, o Rei Dragão. Apesar da dor de Kitana, ela se juntou aos guerreiros do Plano Terreno e os liderou na batalha. Durante o ataque ao palácio de Shang Tsung, ela enfrentou Quan Chi, mas foi derrotada e morta ao lado de seus aliados. Pouco depois, eles foram ressuscitados e escravizados magicamente por Onaga, que enviou Mileena para se passar por Kitana como a princesa de Edenia.
Em Mortal Kombat: Deception (2004), Onaga usou Kitana para derrotar e aprisionar Sindel. Ela foi libertada por Jade, e juntos eles fogem para Outworld para encontrar uma maneira de derrotar Onaga e libertar Kitana de sua influência. Sem o conhecimento de ninguém na época, o espírito de Liu Kang foi capaz de permanecer entre os vivos devido ao vínculo que compartilhava com Kitana. Ele encontrou um novo aliado e amigo em Ermac, quando os dois embarcaram em uma missão para salvar seus aliados, e conseguiram. Ao viajar de volta para Edenia, Kitana encontrou Blaze, que a alertou sobre um perigo iminente que ameaça todos os reinos e a aconselhou a reunir as forças da luz para evitá-lo. Cansada da batalha constante, Kitana ficou desanimada, mas Blaze garantiu a ela que as guerras logo acabariam. Seguindo este aviso, ela retornou em Mortal Kombat: Armageddon (2006), acompanhada pelo espírito de Liu Kang para mantê-lo inteiro até encontrar uma maneira de reuni-lo com seu corpo. Mais tarde, eles se encontraram com Nightwolf, que se ofereceu para aliviar Kitana de seu fardo, levando a alma de Liu Kang para si, permitindo-lhe lutar contra o mal que se aproximava. Kitana finalmente morreu junto com o resto de seus aliados durante a batalha.
No jogo crossover não canônico Mortal Kombat vs. DC Universe (2008), Kitana foi transportada para Metrópolis, onde encontrou a Mulher-Maravilha. Como estava sofrendo de "fúria de combate" na época, Kitana acreditou que a Mulher-Maravilha era uma assassina enviada de Outworld e a desafiou. Depois de ser derrotada, Kitana fugiu para uma seção diferente de Metrópolis, onde foi encontrada e derrotada por Scorpion e levada ao templo de Raiden, e revela que teve uma visão de Shao Kahn se fundindo com um ser chamado Darkseid para se tornar Dark Kahn. Depois disso, Kitana se juntou ao resto dos combatentes viajando para os reinos fundidos de Outworld e Apokolips e lutando contra os heróis e vilões do Universo DC, enquanto Raiden e Superman lutavam e destruíam Dark Kahn.[carece de fontes?]
Na linha do tempo reiniciada de Mortal Kombat (2011), que reconta os eventos dos três primeiros jogos de Mortal Kombat, Kitana e Jade são enviadas por Shao Kahn para competir em um torneio de Mortal Kombat. Kitana luta contra Liu Kang na tentativa de garantir que ele não chegará à fase final do primeiro torneio, mas é derrotada. Esperando morrer, ela fica surpresa com a decisão dele de poupá-la. Mais tarde, durante o segundo torneio, Kitana é abordada por Raiden, que a informa que seu suposto passado como filha de Shao Kahn é mentira. Atormentada por dúvidas, ela se infiltrou nos poços de carne de Shang Tsung e descobriu a recém-criada Mileena. Diante de Kahn, ela acusa Shang Tsung de tentar substituí-la, mas fica chocada ao saber que o próprio Imperador ordenou a criação de Mileena. Ele aprisionou Kitana no palácio, antes de uma execução, e ordena que sua "verdadeira filha" seja trazida até ele. Kitana logo é libertada por Liu Kang, e ela e Jade escapam para Earthrealm para se juntarem a seus novos aliados contra as forças de Outworld. Eles auxiliam na batalha pelo Plano Terreno, mas são mortos junto com vários outros guerreiros pela mãe corrompida de Kitana, Sindel. No final, ela é retratada como uma das guerreiras que foram ressuscitadas por Quan Chi no Netherrealm para lutar contra Raiden.
Em Mortal Kombat X (2015), Kitana retorna como uma das vingadoras de Quan Chi. Ela lutou contra Jax e Cassie Cage no modo história do jogo. Após a morte de Quan Chi e a derrota de Shinnok, Kitana e Liu Kang se tornaram os novos governantes do Netherrealm. Em Mortal Kombat 11 (2019), Kitana alinhou-se com a guardiã do tempo Kronika depois que ela lhe prometeu uma linha do tempo sem Raiden. No entanto, como resultado das ações de Kronika, uma versão passada de Kitana e Liu Kang foi trazida ao presente. Enquanto ele viajava para Earthrealm para descobrir mais sobre o que aconteceu, ela permaneceu em Outworld para encontrar Shao Kahn, que também havia sido trazido ao presente. Para ajudar o novo imperador de Outworld, Kotal Kahn, Kitana forjou alianças com diferentes facções de Outworld antes de liderá-las na batalha contra Shao Kahn, derrotando-o pessoalmente. Kotal, que ficou aleijado durante a luta, nomeou Kitana a nova Kahn de Outworld em reconhecimento às suas habilidades em combate e diplomacia. Depois que Kronika sequestra Liu Kang, Kitana e seu exército de Outworld ajudaram as forças aliadas de Earthrealm contra o exército de Kronika até que Raiden se fundiu com o passado de Liu Kang para se tornar o Deus do Fogo Liu Kang. Enquanto o resto de seus aliados lutavam contra as forças de Kronika, Kitana se juntou a Liu Kang para invadir a fortaleza de Kronika. No entanto, Kronika inverte o tempo para todos, exceto Liu Kang, que enfrenta sozinho seus aliados. Em um dos finais do jogo, Liu Kang derrota Kronika e consegue trazer Kitana de volta para ajudá-lo a criar uma nova linha do tempo. Na expansão da história do DLC Aftermath, Kitana se reuniu com Sindel depois que Shang Tsung, que viajava no tempo, e Fujin a ressuscitaram para ajudar na luta contra Kronika. No entanto, ela ficou horrorizada ao saber da verdadeira natureza megalomaníaca de sua mãe quando ela não conseguiu impedi-la de trair Earthrealm e Outworld.
Na linha do tempo reiniciada de Mortal Kombat 1, Mileena é biologicamente sua irmã gêmea ao nascer e elas têm um relacionamento estável uma com a outra, assim como sua mãe, Sindel, que desta vez não se casa com Shao. Por ser um pouco mais velha, Mileena está prestes a herdar o trono, mas sua família teme seu potencial banimento do trono devido ao seu sofrimento com a doença de Tarkat. Eles são inicialmente enganados por Shang Tsung e Shao Kahn fazendo-os acreditar que Earthrealm está conspirando contra eles até que o Deus do Fogo Liu Kang e seus aliados expõem suas atrocidades.

#### História dodesigne personagens derivados
Em 2009, as origens de Kitana foram reveladas por seu criador, John Tobias, que declarou que oficialmente ela era uma personagem do tipo arauto não jogável chamada Kitsune durante o desenvolvimento inicial de Mortal Kombat (1992); sua inspiração na época foi a personagem da Princesa Mariko, de Karateka (1984), desenvolvida por Jordan Mechner. No esboço do projeto de Tobias, Kitsune empunhava um único leque ornamental e "se encaixaria na história como a filha princesa de Shang Lao [antigo Shang Tsung] – o espólio da vitória por vencer o torneio" que trairia seu pai depois de se apaixonar por Liu Kang. Em vez disso, Shang se tornou um servo de Shao Kahn quando a história foi expandida para Mortal Kombat II, para o qual Kitsune foi renomeado Kitana e se tornou a enteada de Kahn acompanhando a ideia de personagem-princesa. De acordo com Tobias, seu nome original foi rejeitado por ser japonês e, portanto, não compatível com "Shang e Shao, que eram ambos de origem chinesa" (antes dos jogos "acabarem se tornando uma mistura de hooha mitológica asiática sem sentido de qualquer maneira"), e o nome Kitana foi criado como "uma combinação de Kitsune e Katana" que soaria "genericamente asiático". Durante a reformulação de Kitsune, Tobias desenhou seus sais brandindo, e quando apresentou os esboços ao co-criador e produtor Ed Boon, ele sugeriu que a personagem poderia ganhar uma duplicata através da troca de paleta, e assim Tobias concebeu uma gêmea, Mileena, que herdaria os sais, enquanto Kitana, em vez disso, brandiria leques de lâminas.
Boon disse que o icônico fatality "Beijo da Morte" (ou "Beijo da Perdição") foi inspirado na morte do vilão Mr. Big (Dr. Kananga) no filme da franquia James Bond, Live and Let Die (1973), acrescentando que era seu movimento final favorito de Mortal Kombat II e um dos melhores exemplos de sua tentativa de combinar elementos violentos e humorísticos no jogo. Seu animal de transformação em Ultimate Mortal Kombat 3 e Trilogy é um pequeno coelho assassino em uma homenagem a Monty Python and the Holy Grail, e uma cena de seu final não canônico em Mortal Kombat 11, em que ela forma uma aliança com Jade e Mileena, é uma referência à série Charlie's Angels. Além do "Beijo da Morte", o outro fatality mais recorrente de Kitana é uma execução por decapitação com um leque de lâminas, que apareceu em quase todas as suas aparições no jogo, no qual ela corta os braços dos oponentes derrotados antes de decapitá-los.
Boon descreveu Kitana e Mileena como os equivalentes femininos de Scorpion e Sub-Zero, os dois personagens masculinos mais icônicos da série com uma rivalidade feroz própria. Em 2009, Boon disse que Kitana se tornou um dos personagens mais reconhecidos de Mortal Kombat, ao lado de Scorpion, Sub-Zero e o protagonista oficial da série, Liu Kang. Antes do lançamento de Mortal Kombat X, o designer-chefe do jogo, John Edwards, disse que Kitana continuava sendo sua personagem favorita. Ela foi originalmente retratada pela praticante de caratê e taekwondo Katalin Zamiar, contratada para o papel depois que Boon e Tobias, que eram membros de sua academia, foram contatados por seu irmão, um fã de Mortal Kombat, que propôs que ela assumisse um papel na sequência. Zamiar disse que foi apresentada a eles através do ator de Johnny Cage, Daniel Pesina, "quando eles decidiram que queriam escalar uma artista marcial feminina para os papéis de ninja". Ela treinou kung fu pela primeira vez em preparação para o papel. Embora Kitana tenha retornado para Ultimate, Zamiar não repetiu o papel devido a problemas legais com a Midway Games e foi substituída por Becky Gable. Karen Strassman, que dublou Kitana na reinicialização de 2011, reprisou o papel no modo história de Mortal Kombat X, com Gray DeLisle realizando trabalho de voz no jogo para a personagem.
Até Mortal Kombat Gold, Kitana, Mileena e Jade usavam um figurino comum em cada jogo, diferindo entre si através da troca de paletas (azul para Kitana, roxo para Mileena e verde para Jade) para criar seus gráficos de sprites digitalizados. Tratava-se de um traje simples feito sob medida, semelhante a um maiô que, no entanto, apresentou alguns desafios para a equipe durante as filmagens. Para Ultimate, Becky Gable foi filmada com uma roupa mais reveladora, que desta vez era vermelha para se destacar mais da tela azul. Ambos os "clássicos" retornaram como trajes opcionais no jogo de 2011. Kitana apareceu pela primeira vez desmascarada em seu modelo gráfico 3D em Gold. Em Deception, Kitana aparece nos finais de Sindel e Ermac, lembrando uma versão desmascarada e vestida de azul de Mileena deste jogo. O traje principal de Kitana em Mortal Kombat X, notavelmente menos reduzido do que o normal, foi criado para ser diferente do que tem sido nos jogos anteriores.
Além de Mileena e Jade em Mortal Kombat II e Khameleon em Mortal Kombat Trilogy, outra personagem, Tanya, que foi introduzida em Mortal Kombat 4, também começou como uma versão recolorida de Kitana com movimentos alterados. Outro personagem derivado de Kitana é a ninja feminina de cor carmesim Skarlet, inicialmente considerada um personagem glitch no estilo Ermac e estreou como jogável em 2011. O moveset de Sonya Blade em Mortal Kombat 3 é muito semelhante ao de Kitana em Mortal Kombat II.
Após sua estreia, Kitana foi repetidamente removida de outras sequências devido a várias circunstâncias, apenas para sempre retornar em um porto ou uma atualização, como foi o caso de Ultimate e Trilogy após sua ausência no terceiro jogo, Gold após sua ausência em MK4, e Mortal Kombat: Unchained após sua ausência em 'Deception. Em Gold, Kitana usa uma arma de arremesso, a "Flying Blade", que é semelhante ao bumerangue afiado de Tanya devido à história de desenvolvimento vinculada dos dois personagens na versão original do MK4.
A maioria dos movimentos especiais tradicionais de Kitana utiliza suas armas de leque, usadas como arma corpo-a-corpo, como projétil lançado e para levantar seus inimigos no ar. Em jogos posteriores, Kitana recebeu alguns movimentos especiais que têm sido tipicamente associados a Mileena, como um ataque de rolagem no solo em vs. DC Universe e movimentos baseados em teletransporte desde Shaolin Monks. Como todos os personagens jogáveis em Mortal Kombat X, Kitana tem três variações de estilo diferentes para escolher neste jogo, incluindo sua variação Mournful usando ataques especiais de Jade. Seus outros estilos MKX são o agressivo, rápido e acrobático Assassin, e o Royal Storm, de orientação defensiva, que expande suas habilidades de levantamento de leques.

#### Jogabilidade
Kitana foi escolhida como a melhor lutadora de Mortal Kombat II pelos editores da Sega Power e Super Play por ser "boa em todos os aspectos" e devido aos seus ataques rápidos e semelhanças percebidas com Chun-Li. Amiga Power também a chamou de "uma personagem muito boa para escolher" e Cinema Blend afirmou que Kitana "poderia dominar absolutamente" o jogo. No entanto, o guia de estratégia da GamePro classificou Kitana como apenas a sétima melhor dos doze lutadores em MKII (citando seus combos devastadores, o poderoso movimento "Fan Throw" e boa varredura e alcance prejudicados pela liberação lenta do ataque baseado em leque movimentos especiais e padrões de ataque limitados); foi seu clone Mileena quem chegou ao topo da tabela. De acordo com uma retrospectiva da Complex, Kitana "teve o ataque de projétil mais poderoso e, junto com Mileena, os arremessos e raspagens mais rápidos." Os "grandes combos de Kitana no canto" estavam entre as coisas favoritas de Ed Boon no jogo: "Quando vi as pessoas fazendo os combos de Kitana, eu sabia que havia algo especial, porque estavam levando o jogo para uma nova direção." A Electronic Gaming Monthly (EGM) descreveu Kitana como "uma força a ser reconhecida" e previu que ela "causaria um grande impacto à medida que sua Fan Wave deixasse os inimigos abertos a combos". Na versão Game Gear do MKII, entretanto, o leque de Kitana levanta o oponente muito baixo e muito longe para um combo fácil.
As habilidades de combo de Kitana foram severamente rebaixadas para Ultimate Mortal Kombat 3 (e, por extensão, Mortal Kombat Trilogy), para o qual ela não recebeu novos movimentos especiais, ao contrário da maioria dos outros personagens. De acordo com a Nintendo Power, "com um repertório tão pequeno, a Princesa Kitana será duramente desafiada por guerreiros experientes", mesmo que seu lançamento de leque seja mais rápido do que muitos outros ataques de projéteis. A Sega Saturn Magazine opinou que "a falta de melhorias de Kitana não a torna tão emocionante de jogar quanto alguns dos outros personagens, embora seus excelentes combos de malabarismo ainda funcionem – e podem causar muitos danos". De acordo com a Total 64, "seus movimentos são um pouco hostis e seus combos são um pouco difíceis." O Guia de Estratégia da EGM para UMK3 declarou: "Ela tinha armadilhas de canto mortais com danos de até 90% [em MKII]. Agora, seus combos de aumento de fãs foram severamente prejudicados a quase não valer a pena." No entanto, a X360 chamou a CPU Kitana de "a pior personagem possível de se enfrentar" no modo Torre para um jogador do UMK3, já que ela é "rápida, impossível de varrer e capaz de tornar qualquer oponente incapaz com um sopro de seu leque." De acordo com a Dreamcast Magazine, o retorno de "velhos favoritos como Sub-Zero, Kitana e Baraka" de Mortal Kombat Gold também tinha "movimentos e fatalities datados". Seus combos melhoraram nos jogos posteriores e, de acordo com o guia oficial da BradyGames para Mortal Kombat: Deadly Alliance, "Kitana permanece no topo da pilha no que diz respeito aos combatentes. Em qualquer postura, ela pode atingir mais de 30% com relativa facilidade, tornando-a uma das mais mortíferas nas mãos de um iniciante ou de um mestre." Mais tarde descobriu-se que Kitana era capaz de fazer combos de canto de loop infinito em sua variação "Mournful" em Mortal Kombat X.
Em Mortal Kombat: Shaolin Monks, Kitana é enfrentada como chefe duas vezes no modo história principal do jogo e é um dos personagens desbloqueáveis do jogador para o modo versus. O guia da Prima Games afirma que ela é "rápida o suficiente para causar danos moderados e tem alguns dos movimentos especiais mais potentes do jogo", mas sua limitação é que ela precisa lutar de perto para usá-los. Em relação a Mortal Kombat: Armageddon, no entanto, Prima declarou Kitana "uma personagem difícil de vencer" e "como muitos outros tipos de personagens de nível inferior, ela carece de quase todos os aspectos" (mesmo que ela "seja um pouco melhor na defesa do que no ataque"). Ela foi avaliada em geral apenas como 4/10 para este jogo. Seu guia oficial para Mortal Kombat vs. DC Universe, por outro lado, a chamou de "uma das personagens mais perigosas do jogo devido à sua velocidade e conjunto de movimentos extremamente eficaz". O guia da Prima para o jogo de 2011 considerou Kitana uma lutadora capaz que mais uma vez "está em seu ponto mais mortal no canto" e também é especialmente boa se jogada contra Baraka e Cyber Sub-Zero. Aqui, ela é descrita como sua encarnação "mais barata" (indevidamente dominada) até agora, afirmando que "Kitana não é apenas uma das personagens mais prejudiciais do jogo, mas além do Fan Lift e do Square Wave Punch, ela pode combinar seu Air Fan quase sempre que um oponente estiver no ar." De acordo com o guia da Prima para MKX, "Kitana é uma das personagens mais únicas do jogo" devido ao fato de ter herdado muitos dos movimentos especiais de Jade, e ela "é uma personagem de zoneamento no coração, mas ela pode jogar ofensivamente ou defensivamente a depender da variação escolhida. O guia recomendou a variante "Mournful" para ex-jogadores de Jade, e a variante "Assassin", que "tenta pegar o estilo geralmente defensivo que Kitana tem em MKX e adicionar algum poder de fogo ofensivo a ele", para jogadores veteranos de Kitana.

### Outras mídias
Kitana aparece na série de quadrinhos Mortal Kombat de 1994-1995 da Malibu Comics. Ela aparece pela primeira vez durante a minissérie de três edições de 1994, Goro: Prince of Pain, juntando-se a Mileena, Baraka e Reptile na busca por Goro em Outworld. Durante a minissérie Battlewave, ela tenta se rebelar contra Kahn com a ajuda de Kung Lao, Baraka e Sub-Zero. Os inimigos de Kitana, além de Mileena, incluem Scorpion, que se oferece para tomá-la como sua nova esposa. Ela é tema de uma edição one-shot intitulada Kitana and Mileena: Sister Act, na qual sua origem real dos jogos está intacta, apesar de que ela já é adulta quando Shao Kahn mata Jerrod e toma o reino, antes de colocá-la sob um feitiço que a faz esquecer sua vida passada e acreditar que é filha de Kahn. Ao contrário da continuidade da série de jogos, na série de quadrinhos Kitana não interage nem com Liu Kang nem com Jade; em vez disso, ela tem uma relação mais próxima com Kung Lao (Shang Tsung até tenta explorar isso enquanto assume a forma de Kitana). Nos quadrinhos oficiais, Kitana tem uma pequena participação na história em quadrinhos do prólogo de Mortal Kombat 4 da Midway, publicada em 1997 e lançada com a versão para PC do jogo, na qual ela consegue a paz entre as raças Shokan e Centaurianas em guerra, e aparece em a história em quadrinhos de 2008 Mortal Kombat vs. DC Universe: Beginnings, ilustrada por John Tobias e publicada pela DC Comics em 2008.
Apesar de ser uma personagem importante no enredo dos videogames, a Princesa Kitana foi apenas uma personagem coadjuvante em ambos os filmes live-action de Mortal Kombat. Nos filmes, Kitana foi interpretada por Talisa Soto (que foi, ao lado de Robin Shou, a única a interpretar o mesmo personagem em ambos os filmes). Ela é caracterizada desmascarada e usava trajes menos reveladores, totalmente pretos, espartilho, leggings, botas até o joelho e manoplas de comprimento de ópera (e ocasionalmente, um vestido longo de lantejoulas). No primeiro filme de 1995, Kitana é apresentada como companheira de Shang Tsung, que está ciente de que ela é uma adversária perigosa por ser a herdeira legítima de Outworld e pode tentar se aliar aos lutadores da Terra, e ele, portanto, envia Reptile para espionar Kitana. Ela finalmente se junta a Liu Kang e aos guerreiros do Plano Terreno para ajudá-los a derrotar o feiticeiro. Segundo o produtor Lauri Apelian, "com Talisa e Bridgette Wilson, tínhamos duas personagens bem arredondadas, muito além de sua beleza." Na novelização de 1995 do primeiro filme de Mortal Kombat de Martin Delrio , baseado em parte nos primeiros roteiros de Kevin Droney, Shang Tsung informa Goro que Kitana "sozinha mantém viva a memória" do trono de Outworld antes A conquista de Kahn e "usa sua idade e posição como escudo para cobrir sua rebelião". Kitana passa a maior parte da sequência de Mortal Kombat Annihilation de 1997 no cativeiro de Kahn após ser capturada por Scorpion, antes de enfrentar Sindel durante a batalha final.
Os leques dobráveis de aço de Kitana (redesenhados em várias lâminas individuais em vez de sólidos todos de metal) aparecem uma vez como sua arma nos filmes, embora ela lute com eles fechados. Enquanto Annihilation aborda um relacionamento romântico entre Kitana e Liu Kang, sua experiência em ambos os filmes consiste apenas em ela ser a legítima herdeira do trono de Outworld. Eles se beijam no final deste último, e essa cena deveria ter sido incluída já no primeiro filme, mas o diretor Paul W. S. Anderson não havia aprovado. A atriz Talisa Soto disse que "amava" a personagem pela "força incrível" e pelo desafio que esse papel representava, Ela então passou por cinco semanas de treinamento em artes marciais em tai chi chuan e wing chun, enquanto seu papel posterior exigiu que ela aprendesse a lutar com bastões brasileiros para usar leques.
Princesa Kitana é personagem principal da série animada de televisão de 1996 Mortal Kombat: Defenders of the Realm, uma adaptação solta de Mortal Kombat 3 influenciada pelo filme, onde é dublada por Cree Summer. Na série, Kitana está de cabelos castanhos e quase sempre sem máscara, usando um traje preto misturando seus trajes em Mortal Kombat II e Ultimate Mortal Kombat 3. Como no primeiro filme, nenhuma referência é feita a qualquer lealdade passada a Kahn. Ela também é uma personagem recorrente na série de televisão live-action de 1998, Mortal Kombat: Conquest, interpretada por Audie England em dois episódios ("Vengeance" e "Shadow of a Doubt") e uma vez por Dara Tomanovich ("The Essence"), com Christine Rodriguez servindo como dublê. Nesta série, ela está plenamente consciente de seu passado Edeniano e da morte de seus pais nas mãos de Kahn, trabalhando clandestinamente com Kung Lao para evitar que o Imperador conquiste reinos e ao mesmo tempo fingindo sua lealdade a ele. Kitana foi apresentada em um episódio de duas partes na série prequela de 2011, Mortal Kombat: Legacy, interpretada pela artista marcial e dublê Samantha Win (creditada como Sam Tjhia) em sua estreia como atriz. Sua origem é contada no episódio "Kitana & Mileena".
Kitana estava entre vários personagens apresentados no show Mortal Kombat: Live Tour de 1995, interpretada por Lexi Alexander (creditada como Lexi Mirai) e Jennifer DeCosta. A personagem, sob a atuação de Dana Hee, também apareceu no abortado webshow da Threshold Entertainment, Mortal Kombat: Federation of Martial Arts, em 2000-2001, onde lutou contra Johnny Cage e Scorpion antes do show ser cancelado. Ela aparece em Mortal Kombat Legends: Scorpion's Revenge, dublada por Grey DeLisle, duelando com Liu Kang durante o torneio. DeLisle reprisou seu papel na sequência Mortal Kombat Legends: Battle of the Realms. Embora não tenha aparecido no filme de 2021, um dos leques de Kitana aparece no templo de Raiden. Kitana foi confirmada na sequência Mortal Kombat 2, interpretada por Adeline Rudolph.

### Mercadoria e promoção
A modelo Rachelle Glover vestida como Kitana, junto com outras vestidas como Sonya e Mileena, apareceu em seu trailer de ação de 2011 "Kitana Kasting" e em uma sessão de fotos oficial; todas as três compareceram posteriormente ao The Gadget Show: World Tour. Glover também interpretou Kitana em "Play Anywhere" de 2012, um trailer live-action da versão PlayStation Vita de Mortal Kombat, primeiro em dois teaser trailers e depois na versão completa com os dois misturados. Também para promover MK2011, a Octagon Girl do Ultimate Fighting Championship (UFC), Brittney Palmer, vestiu uma fantasia azul e interpretou Kitana no jogo em um vlog da Playboy. AJ Lee vestiu-se como Kitana em um WWE Raw Halloween Divas Battle Royale. Velvet Sky usou os trajes da personagem para a sessão de fotos de Halloween do Impact Wrestling junto com Gail Kim como Mileena.
Uma estatueta de Kitana veio no conjunto MKII com a revista argentina Top Kids em 1995. Uma figura de ação de Kitana foi lançada no Reino Unido pela Toy Island como parte de sua série Mortal Kombat Trilogy de 1996. Outra figura de ação de Kitana, desta vez em sua variação MKX "Royal Storm", foi lançada pela Mezco Toyz em 2015 e um Funko foi lançado em 2017 seguida por uma versão mais realista, ambas também da mesma variação. Uma estátua de edição limitada em escala 1/6 de Kitana de MK2011 foi lançada pela Syco Collectibles na série Enchanted Warriors em 2012. Uma estátua em escala 1/4 da Pop Culture Shock Collectibles foi lançada em 2013, incluindo uma edição limitada desmascarada. Uma estátua em escala 1/3 de Kitana de MKX foi lançada pela Pop Culture Shock em 2018. Além das figuras, algumas delas inéditas, houve também uma série de outros itens de mercadorias com o tema Kitana.

## Impacto cultural
Kitana apareceu em duas edições da revista de humor Cracked (na qual ela foi renomeada como "Princesa Kittykat") e no romance de 2009 de Grant Ginder, This Is How It Starts. As versões de videogame das lutadores Nikki & Brie Bella no jogo WWE Immortals de 2015 estavam vestidas com trajes inspirados em Mileena e Kitana. A musicista Princess Nokia (Destiny Nicole Frasqueri), que nomeou Kitana como sua personagem feminina favorita no jogo, fez uma música de 2017 intitulada "Kitana".
Desde o início da década de 1990, a personagem tem sido um tema amplamente popular de cosplay tanto nos Estados Unidos quanto em outros países, especialmente entre modelos e artistas. Por exemplo, a apresentadora filipina e vencedora do FHM "Premiere Vixen" em 2010, Karen Bordador, vestiu-se como Kitana para uma sessão de fotos de 2011, a fisiculturista Tanya Jordan venceu a competição Ms. Fitness Southern California 2010 dançando pole dance com os trajes da personagem, a cineasta Jen Soska interpretou Kitana para lutar contra sua irmã Sylvia, de Mileena, no Fantastic Fest 2011, e dançarinos da Miami Northwestern Senior High School vestiram-se de Kitana para uma polêmica coreografia de dança em 2017. No mundo das artes marciais, a lutadora profissional AJ Lee (April Jeanette Mendez) se vestiu como Kitana para o concurso Divas Battle Royal na edição especial de Halloween de 2011 do Monday Night Raw, durante a qual ela tentou realizar um "Fan Lift" em seu oponente, e a artista de artes marciais mistas Roxanne Modafferi usou seu vestuário para a pesagem oficial do Invicta Fighting Championships em 2015. Outras personalidades que se fantasiaram como a personagem incluem a modelo Maxim Aja Dang na San Diego Comic-Con 2012, a modelo Jenn Sterger em 2013, a lutadora profissional Velvet Sky (Jamie Lynn Szantyr) em 2014, a cantora Demi Lovato em 2017, e a cantora e atriz Teyana Taylor em 2018. Na sexta temporada de RuPaul's Drag Race de 2014, a concorrente Adore Delano vestiu uma fantasia de Kitana, que ela disse ser sua personagem favorita de Mortal Kombat.
"Kitana" tornou-se um erro ortográfico neologístico ocasional da palavra "katana". Embora o nome em si não tenha um significado distinto e não existisse antes de ser criado por Tobias para MKII em 1993, agora é um nome próprio em uso nos Estados Unidos e em outros lugares. "Kitana Jade" é o pseudônimo da modelo adulta estadunidense Cherie Roberts desde 1999, Kitana Baker é o nome adotado de uma modelo nascida Christi Josenhans, e Kitana Kiki Rodriguez é um nome usado por uma atriz transgênero. É também o nome de uma personagem do romance de 2012 de Derek Landy, Skulduggery Pleasant: Kingdom of the Wicked.

## Recepção

### Reações críticas e popularidade
A recepção crítica de Kitana tem sido muito positiva, muitas vezes com ênfase em sua boa aparência e às vezes em sua personalidade relativamente complicada. Ela se tornou comumente considerada uma das personagens mais reconhecidas da franquia Mortal Kombat. Mortal Kombat II foi descrito pela revista CU Amiga como "Kitana & Co" e pela GamePro como "Kitana e tripulação", e a Total 64 chamou Kitana de "gata [babe]" em Trilogy, dizendo que seus problemas de jogabilidade "podem ser perdoados quando olhamos para aquelas pernas." Criticando personagens do jogo War Gods, feito pela mesma equipe de Mortal Kombat, a Computer and Video Games usou Kitana como exemplo de personagem "incrível" contrastante. De acordo com a Tom's Hardware em 2007, "Kitana é indiscutivelmente a mulher mais conhecida e popular da série." Ela ficou em quarto lugar na lista de 2005 das principais personagens de Mortal Kombat da "velha guarda" por Anthony Severino da GameRevolution, classificada como a quinta personagem principal da série por Robert Workman da GamePlayBook em 2010, e foi eleita a nona melhor lutadora da franquia pela equipe da UGO em 2012. Os fãs votaram em Kitana como a décima segunda maior personagem da série em uma enquete de 2013 votada por seguidores da CollegeHumor. A artista marcial mista Ronda Rousey nomeou Kitana como sua personagem favorita de Mortal Kombat. As atrizes Natalie Martinez e Megan Fox disseram que o papel dos sonhos seria interpretar Kitana em um filme.
No momento de sua apresentação, o Times Union descreveu Kitana como "a lutadora sexy e cruel" e "uma garota assassina que combina uma mistura de sedução e violência". De acordo com o Amiga Format em 1994, embora possa ser "incrivelmente triste para homens adultos gostarem de personagens femininas de jogos", deve-se estar "preparado para se apaixonar" por Kitana. O Austin American-Statesman descreveu Kitana e Mileena como "muito mais desagradáveis do que aquele instrutor de aeróbica sem artes marciais do primeiro jogo." De acordo com Joey Esposito da MTV, "é óbvio que Mortal Kombat II adicionou mais alguns, digamos, personagens sexualmente sugestivos em Mileena e Kitana." Um dos muitos rumores falsos em torno do jogo na época dizia respeito a um suposto movimento final de "Nudality" (ou "Sexuality") que seria executado por Kitana despida. Anos depois, em 2004, Stud Houston, da Vibe, admitiu que tinha uma queda por Kitana, descrevendo-a como "sexy como o inferno", e Kendra Beltran, da MTV Multiplayer, escolheu Kitana como a personagem feminina número um em sua lista de 2013 de "paixões por videogame que você tinha quando criança". O relacionamento entre a "gostosa" Kitana e Liu Kang foi classificado como o quarto melhor casal de videogame pela equipe da IGN em 2006. Rob Wright, da Tom's Games, incluiu essa "personagem duradoura e poderosa" em sua lista de 2007 das 50 maiores personagens femininas da história dos videogames por ser uma "princesa poderosa que viveu mais de 10 mil anos e ainda não perdeu sua gostosura", a X360 a incluiu na lista de "uma das dez melhores mulheres alternativas em jogos" em 2009, e James Hawkins, da Joystick Division, a classificou como a quinta "senhora durona" em videogames em 2010. Wesley Yin-Poole, do VideoGamer.com, incluiu a Princesa Kitana em sua lista de 2010 das melhores dez "paixões por jogos" rivalizando com a Princesa Peach como monarca número um dos videogames e vencendo "por puro apelo sexual". Danny Gallagher, do Guy Code da MTV, classificou Kitana como a quarta "melhor gata em videogames" de 2011, afirmando que ela não apenas tem "um ótimo par de pernas longas", mas também "o núcleo emocional mais profundo de qualquer um dos personagens de Mortal Kombat".

#### Apelo sexual
Kitana rapidamente se tornou um dos símbolos sexuais da série Mortal Kombat, em uma exibição do que um autor descreveu como manifestação de "fetiches orientalistas pseudojaponeses". Ela apareceu em muitas listas de personagens femininas mais atraentes de todos os jogos por diversas publicações estrangeiras, inclusive como uma das vinte "musas" dos videogames pela revista brasileira SuperGamePower em 2001, e uma das vinte e uma "mulheres mais sexy de jogos" pela polonesa Fakt em 2009. Em 2008, a GameDaily a classificou como a 28ª "gata mais gostosa do jogo", observando-a como "a mais digna das garotas de Mortal Kombat II", a UGO também a classificou da mesma forma, e a GamesRadar a incluiu na lista das 20 "gatas de jogos" supostamente esquecidas. Em 2009, a Complex a apresentou como uma das dez "garotas mais gostosas de videogame", chamando-a de "a cougar mais sexy de todos os tempos". Em 2011, Anurag Ghosh e Bill Fulks, da Bright Hub, nomearam "a linda Kitana" como a personagem mais sexy de Mortal Kombat, enquanto Ross Lincoln, da GameFront, classificou seu busto no novo jogo como o 30º melhor em jogos de história. Em 2012, Kitana foi declarada a segunda personagem mais sexy dos videogames por Fernando DaQuino, da TecMundo, que observou que ela estava "bem longe de ser um estereótipo de princesa", e incluída entre as vinte "mulheres mais gostosas" em jogos pelo MSN Malásia. A UGO a classificou como a "38ª mulher fictícia mais gostosa" do ano, comentando que a série Mortal Kombat "sempre ostentou algumas gatas, mas o novo jogo trouxe Kitana de volta em grande estilo." Kitana foi classificada como a sétima "garota de videogame" mais sexy por Nixie Pixel da Revision3, e João Vitor de Oliveira, da edição brasileira da Official Xbox Magazine, a colocou em quinto lugar em sua lista das mulheres mais sexy em jogos de luta. Em 2013, Kitana também foi classificada como a quinta personagem feminina de videogame mais sexy de todos os tempos por Albert Costill da AMOG, que se referiu a ela como "não apenas uma das personagens mais reconhecidas de Mortal Kombat, bem como a segunda personagem feminina mais sexy de videogame por Scarlet Clearwater, da Soletron. Kitana foi classificada como a 56ª mulher de videogame mais bonita pelo Portal PlayGame do UOL em 2014, com um comentário de que, desde sua primeira aparição, ela "despertou a imaginação dos jogadores de MK e conquistou fãs ao redor do mundo". Em 2015, a estação de televisão indonésia Liputan 6 a classificou como a oitava personagem feminina oriental mais sexy em videogames.

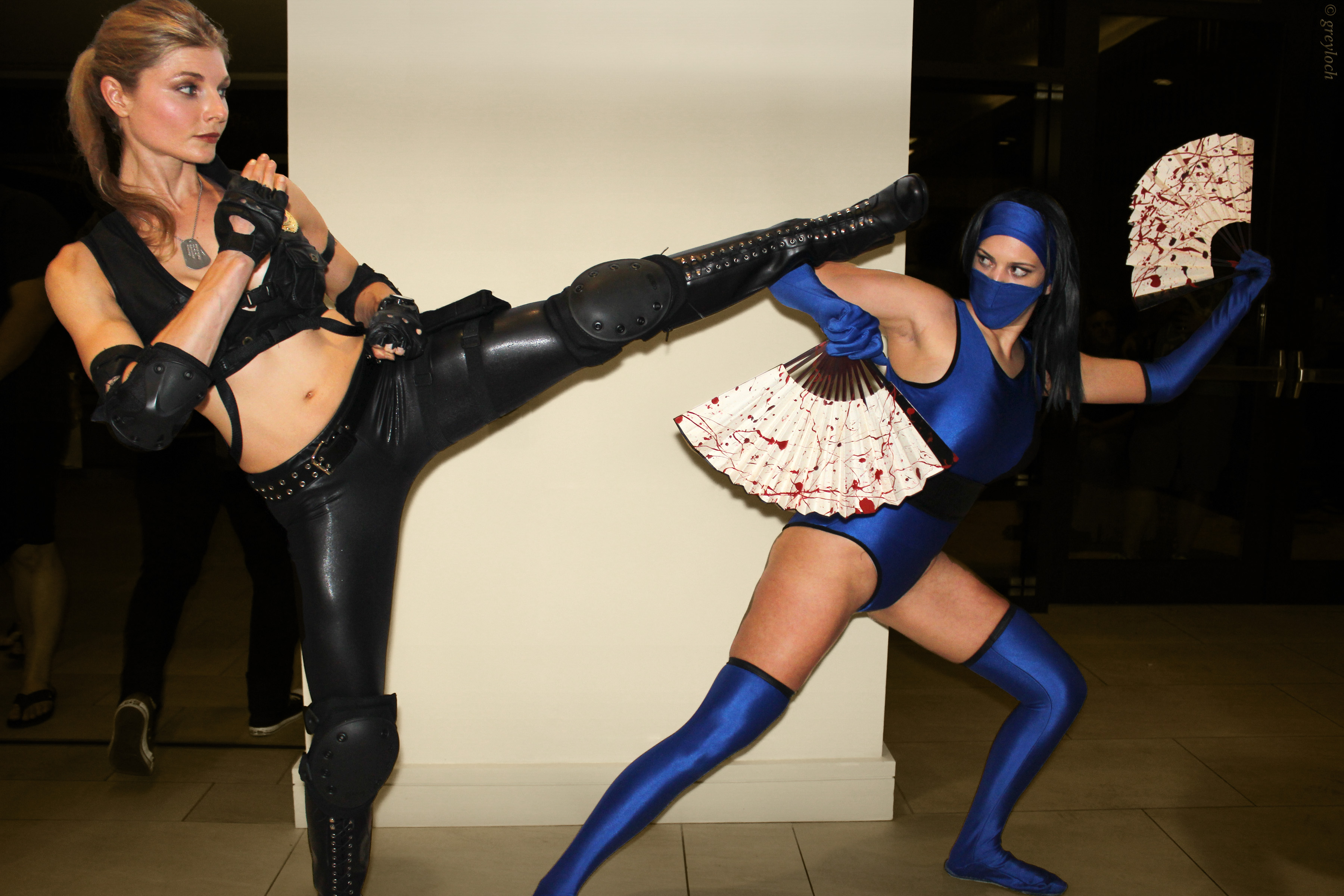
Cosplayers de Sonya Blade e Kitana (no traje clássico de Mortal Kombat II) na Dragon*Con 2012. O designer de jogos David Jaffe descreveu Sonya e Kitana como "duas das garotas mais quentes dos jogos".

Existem comparações com a primeira personagem feminina da série, Sonya Blade. Kitana empatou em oitavo lugar com Sonya na lista de 2010 da Complex das "mulheres mais gostosas dos videogames". Em 2010, durante o desenvolvimento da reinicialização de Mortal Kombat, o diretor da série God of War, David Jaffe, escreveu explicitamente como seu personagem Kratos teria "um Fuckality" com "Sonya e Katana [sic]" se ele se juntasse à série (Jaffe explicou mais tarde que ele não defende o estupro, como foi interpretado por alguns, e que seu comentário era para sugerir que Kratos "ganharia um ménage" como recompensa). Em 2012, Kitana foi classificada como a segunda personagem feminina "mais gostosa" de videogame por Kristie Bertucci, da Gadget Review, que a avaliou como "muito mais gostosa" do que Sonya. Naquele mesmo ano, JoBlo.com colocou Kitana em nono lugar em sua lista dos dez "personagens mais quentes de videogame", afirmando da mesma forma que Sonya "não tinha nada a ver com ela", enquanto a UGO sugeriu que Kitana e sua mãe Sindel deveriam estar em todas as listas de "mulheres gostosas em videogames". Kitana e Mileena foram incluídas entre as "gatas da velha guarda que ainda entendem" por Travis Hubert, do Cheat Code Central, em 2014, que afirmou que "essas duas se tornaram sinônimos do apelo sexual da série Mortal Kombat [e] até superou a popularidade de Sonya Blade, que era a gostosa do MK original." Colocando-a em 19º lugar no ranking de 2015 dos 73 personagens jogáveis da série, Den of Geek opinou que "Kitana se tornou uma das estrelas emergentes da série, facilmente tendo mais carne em seu personagem do que Sonya jamais teve."
Kitana também compartilhou frequentemente os holofotes da mídia com Mileena e Jade; Phil Owen, da GameFront, considerou todas elas "basicamente a mesma personagem". Na época do lançamento de MKII, o Miami Herald chamou Kitana e Mileena ("senhoras de pernas compridas que usam máscaras") como "um passo interessante em direção ao politicamente correto". A revista brasileira Ação Games colocou ela e Mileena no oitavo lugar em sua lista de "Top Girls" em 1997. Em um artigo retrospectivo de 2011, Richard George, da IGN, listou "as gostosas" como um dos motivos por que Mortal Kombat II “é considerado por muitos o auge da série”. Ao lado de Mileena e Jade, Kitana foi incluída na lista das "garotas mais gostosas de 2011" da Univision. As três compartilharam um lugar na lista de 2014 das dez vilãs femininas "mais gostosas" dos jogos, de Travis Huber, do Cheat Code Central. Em 2009, Aaron Koehn, da GamePro, classificou Mileena e Kitana como o 11º melhor par de personagens de videogame com paleta trocada, escrevendo que "ambas preferem usar roupas que mostrem suas glândulas mamárias infladas, e usam o geralmente gesto carinhoso de beijar como Fatality."  As duas foram apresentadas na lista das sete principais "garotas beijando garotas" da GamesRadar de 2006, e "os beijos mortais de Kitana e Mileena" foram escolhidos como os Fatalities favoritos por Paul Drury, da Retro Gamer, em 2007. Lauren Alessandra, da GamingUnion.net, escreveu que Kitana "se encaixa facilmente" no sexto lugar em sua lista das principais heroínas de videogame de 2011, afirmando que "sua irmã 'clone' e ela rapidamente se tornaram garotas-propaganda da série." Em 2012, a UGO descreveu de forma semelhante "as peitudas irmãs ninja Kitana e Mileena" como as personagens principais da franquia Mortal Kombat. Kitana foi votada em segundo lugar na categoria de "Miss of Video Games 2012" pela revista polonesa PSX Extreme, perdendo apenas para Jade. Em 2014, a Zoomin.TV classificou Kitana em segundo lugar entre as "cinco garotas mais sexy de Mortal Kombat" de 2015, que também incluía Jade e Skarlet. A Playboy incluía Mileena, Kitana e Jade juntas entre “os seios de videogame mais gostosos de todos os tempos”.
Kitana foi listada entre as 25 "garotas assassinas ninja mais gostosas (e mais mortíferas)" em todas as mídias pela UGO em 2011 por ter "cérebro e força, sem mencionar um guarda-roupa cheio de roupas escassas". Editores da Complex colocaram Kitana "tão mortal quanto linda" contra Taki da série Soulcalibur na "batalha das belezas" de 2011 na categoria "ninja femininas", o que resultou em um empate entre as duas, e a classificaram como a décima melhor assassina feminina de videogames em 2012, observando que "ela ainda mantém seu lugar na lista de assassinas femininas quentes" quase duas décadas após sua estreia. Gelo Gonzales, da FHM, listou Kitana como uma das nove "garotas ninja mais sexy dos jogos" em 2012, comparando-a a Eula Valdez. Márcio Pacheco Alexsandro, da GameHall, colocou Kitana e Mileena em segundo lugar em sua lista de 2014 das dez melhores personagens ninjas femininas em jogos. Em 2017, a GameRant a classificou como a quinta melhor personagem ninja de Mortal Kombat, afirmando que ela deveria ser apenas "descartada como 'Mileena Lite'" e chamando seus fãs de talvez a arma mais icônica da série.

#### Críticas de gênero e Fatalities
E: O gênero nos videogames se tornou o novo foco de discussão crítica. Kitana e Sonya continuam sendo duas das primeiras e mais fortes protagonistas femininas nos jogos. Como elas surgiram e você as vê como um legado vital para a série?
T: Claro, ambas eram peças importantes da ficção do jogo e da estrutura arquetípica dos personagens. Mas nosso grupo demográfico de jogadores era principalmente um público masculino hardcore e, portanto, a aparência e o design de nossas personagens femininas agradavam a eles naquela época, assim como fazem hoje. Não tenho nenhum problema em me desculpar por isso. O único consolo que posso oferecer é que ambas as personagens tinham arquétipos femininos muito fortes e atípicos... e pelo menos poderiam chutar seus colegas masculinos.

John Tobias, para o Mortal Kombat Online em 2012
Houve controvérsias e recepção crítica mista ou negativa da personagem. Em 1994, ela foi uma das personagens de jogos de luta citadas por Guy Aoki, da AsianWeek, como supostamente perpetuando os estereótipos existentes dos asiáticos como especialistas em artes marciais. No livro temático de controvérsia sobre violência em videogames, Interacting With Video, Patricia Marks Greenfield e Rodney R. Cocking usaram as "duas irmãs gêmeas asiáticas, Kitana e Mileena" como um exemplo de estereótipos de "Dragon Lady altamente erotizada" em jogos. Quando Marsha Kinder acusou Mortal Kombat II de misoginia ao lidar com personagens femininas, ela alegou que "algumas das possibilidades mais violentas são contra as mulheres", cujos próprios "movimentos de Fatality são altamente erotizados". O livro de Patrick Sunnen, Making Sense of Video Games, julgou seu retrato como "oponentes femininos formidáveis" como potencialmente progressista, mas sem dúvida feito apenas para aumentar "o potencial sexista das lutas individuais", e descreveu o Fatality de decapitação de Kitana com um "leque enganosamente feminino e afiado" para ser semelhante à castração. Chad Hunter, da Complex, escolheu Jade e Kitana para representar o estereótipo das "mulheres que lutam" em sua lista de 2012 dos quinze personagens mais estereotipados dos videogames, por serem "vadias seminuas que podem lutar, lançar lasers e realizar acrobacias enquanto usavam tangas, botas de salto alto e mantinham seus seios gigantes sob lenços", alegando que isso fez com que "as jogadoras se afastassem desta série". Em um artigo de sátira "Guerreiros de Mortal Kombat II: Onde eles estão agora?" por Jason Lomberg da VentureBeat, Kitana "se juntou à National Organization for Women e iniciou uma campanha online para reconhecer e combater o assédio sexual desenfreado em torneios de morte organizados. Mai Shiranui, Cammy, Morrigan Aensland e Mileena se apresentaram para compartilhar suas histórias."
Os movimentos finais de Kitana foram recebidos pela crítica de forma variável, mas principalmente de forma positiva, especialmente no que diz respeito à sua famosa assinatura "Kiss of Death". Apresentando-a em seu especial "Girls of Gaming" em 2003, a Play citou este Fatality como o aspecto de Kitana pelo qual é famosa. Seu beijo mortal foi classificado como o oitavo melhor Fatality de todos os jogos da série pela UGO em 2007 e IGN em 2010. Em 2011, Ben Richardson, da GameFront, classificou-o como o segundo melhor movimento final no série por ser "apenas a cereja do bolo" para a combinação de sangue e humor negro do MKI, ecoando a opinião de Ed Boon, como o 18º melhor movimento final de Mortal Kombat por Kevin Wong, da Complex, naquele mesmo ano, e como o oitavo melhor Fatality por Robert Workman, da Prima Games, em 2014, bem como incluído entre os beijos mais mortais em toda a ficção científica e fantasia por Gordon Jackson, do io9, em 2015. Javy Gwaltney, da Paste Magazine, colocou o beijo de Kitana de MKII em terceiro lugar em sua lista de 2015 dos "15 Fatalities mais memoráveis em Mortal Kombat", que também incluiu o corte de Kitana em MKX, comentando que é "pouca surpresa que a Princesa Kitana seja uma favorita dos fãs da série de longa data", já que seus movimentos finais "são consistentemente fantásticos". No entanto, o beijo de Kitana também foi incluído na lista dos sete piores Fatalities da série por Dan Ryckert, da Game Informer, em 2010, e CJ Smillie, da Game Rant, classificou-o como o oitavo pior Fatality da série em 2011, criticando-o por não ter inovado o suficiente ao longo dos anos e afirmando que esta "falta de originalidade... realmente prejudica a posição de Kitana na série." Em outro artigo, Smillie classificou o novo Fatality "Splitting Headache" de Kitana em MK2011 como o oitavo melhor movimento final neste jogo. Em 1996, seu coelho Animality também foi apontado como especialmente "fraco e mal concebido" na análise da GamePro de Ultimate Mortal Kombat 3.

#### Outras recepções
Em vários artigos, muitas vezes irônicos, Soren Bowie, do Mania.com, listou Kitana como uma das dez "garotas psicóticas de videogame com muita bagagem", e a GameDaily a apresentou como uma das dez "garotas das quais não deveriam conhecer sua mãe". Alan Bradley, da GamesRadar, incluiu-a entre a "realeza mais distorcida dos jogos" por ter "uma queda por decapitações sangrentas via leque de navalha e por meninos 9 mil anos mais novos que ela", e Jim Sterling, do Destructoid, expressou seu desconforto com o design de Kitana em MK vs. DCU, insinuando que sua virilha protuberante a fazia parecer uma travesti. Leah Jackson, do The Feed da MTV, a combinou com Kung Lao em vez de Liu Kang, já que ele "ofereceria um grande equilíbrio ao estilo de vida muitas vezes agitado da Princesa Kitana" de "sempre sair sendo morto, ressuscitado, colocado sob feitiços, ou o que quer que seja um novo tipo de inferno está preparado para ela." As roupas da personagem foram parodiadas na história em quadrinhos "Critical Miss" de Gray Carter no The Escapist, onde Kitana é forçada a usar fantasias minúsculas e salto alto por seu padrasto.
AJ Glasser, da GamePro, chamou Kitana de sua personagem feminina favorita de Mortal Kombat, mas mesmo assim criticou o repertório de movimentos especiais pré-reinicialização da personagem. Ben Kendrick, da Game Rant, incluiu Kitana em sua lista de 2011 dos dez personagens "mais incríveis" da franquia na seção de "menções honrosas", mas acrescentou que "além de possuir uma das armas mais legais" do jogo, "falta-lhe a estranheza divertida/sedutora" de Mileena. Richardson, da GameFront, opinou que, deixando de lado o beijo "mais divertido" de Kitana, ela "não tem sido uma personagem muito atraente". Alguns foram muito mais desdenhosos da personagem. Por exemplo, a Game Informer a listou entre os personagens ninja trocados na paleta não desejados por eles nos futuros jogos de Mortal Kombat em 2010, e Mike Fahey, do Kotaku, escreveu que "toda aquela coisa de mulher ninja alienígena" não era "muito minha." Reagindo a um pedido de um fã para não "desperdiçar um espaço de personagem" em Kitana em MKX, o próprio Ed Boon comentou: "Como pode alguém odiar Kitana?"
As versões alternativas da personagem em outras mídias foram recebidas de forma variável. Na época do lançamento, alguns críticos de cinema como Laura Evenson, do San Francisco Chronicle, ou Eric D. Snider notaram a atratividade de Talisa Soto no papel de Kitana, mas acharam sua personagem desinteressante em comparação com Liu Kang de Robin Shou. Michael Saunders, do The Boston Globe, opinou que "Soto nunca parece fazer muito mais do que parecer exótico no papel", Ben Steelman, do Star-News, descreveu como "basicamente Princesa Leia em malha preta," e Malcolm Johnson, do Hartford Courant, descreveu Kitana em Annihilation como vestindo "um traje de couro preto incrível [que] lhe dá a aparência da dominatrix mais doce do mundo". O Destructoid incluiu Kitana entre as "reformas mais sensatas" do primeiro filme, comparando-as com a forma como os personagens dos quadrinhos dos X-Men foram redesenhados para as adaptações cinematográficas. Dimas Sanfiorenzo, da Complex, classificou a animação de Kitana em Defenders of the Realm como a 18ª na lista das "mulheres mais gostosas dos desenhos animados de todos os tempos" em 2011, enquanto a versão cinematográfica de Kitana ficou em quarto lugar na lista de "mulheres mais gostosas em filmes de videogame", de Peter Rubin, da mesma revista, com pontuação de semelhança de 70%. O episódio Legacy "Kitana & Mileena" foi indicado pelo Writers Guild of America Award na categoria "Outstanding Achievement in Writing Derivative New Media".